# MeloMance
MeloMance (кор. 멜로망스, Меломанс) — южнокорейский музыкальный дуэт, образованный в 2015 году. Получил широкую известность благодаря песне «Подарок».
В 2017 году они стали обладателями музыкальной премии Melon Music Awards как лучший инди-исполнитель.

## Участники

### Ким Мин Сок
Ким Мин Сок (кор. 김민석, род. 26 августа 1991 г., Сеул) — вокалист, автор песен и композитор. Закончил  Сеульский институт искусств, факультет практической музыки.
В молодости хотел стать баскетболистом, но по личным причинам ему пришлось отказаться от этого. Потом он заинтересовался музыкой. В 8-м классе школы некоторое время изучал вокальную музыку.

### Чон Дон Хван
Чон Дон Хван (кор. 정동환, род. 11 января 1992 г., Сеул) — пианист, композитор и аранжировщик. Выпускник Сеульского института искусств, факультет практической музыки. Так как вся его семья работает в музыкальной сфере, он начал играть на пианино в раннем возрасте. В одном из своих интервью он сказал: "Музыка всегда была со мной. И в старшей школе я пришёл к мысли, чтобы заниматься этим профессионально". С Ким Мин Соком они друзья по колледжу. Перед тем как Тонхван пошёл на срочную службу, он, Минсок и другие школьные друзья жили в одном доме.

## Карьера
Дебют дуэта состоялся 10 марта 2015 года с выпуском альбома Sentimental.
Но настоящая известность пришла с песней «Подарок». Сама песня была выпущена в июле 2017, но через три месяца неожиданно снова появилась в чартах, не только заняв верхние строчки, но и удерживая свои позиции на протяжении недель, опередив такие популярные группы как Wanna One, BTS и TWICE.
После успеха песни «Подарок», MeloMance исполнили несколько саундтреков для дорам «Эта жизнь – наша первая» (tvN), «Парень и девушка прошлого века» (MBC) и «Корейская одиссея» (tvN).
Они были приглашены выступить на церемонии награждения музыкальной премии Melon Music Awards.

## Дискография

### Альбомы
| № | Детали альбома                            | Список композиций                                                                        |
| - | ----------------------------------------- | ---------------------------------------------------------------------------------------- |
| 1 | Sentimental - Дата выпуска: 10 марта 2015 | 1. 그 밤 2. 입맞춤 3. 참 아름다워라 (Interlude) 4. 조심스러운 이유 5. 봄이 되어준 그대   |
| 2 | Romantic - Дата выпуска: 17 февраля 2016  | 1. 작은 행복 2. 나를 사랑하는 그대에게 3. 오 신실하신 주 (Interlude) 4. 좋아요 5. 자장가 |
| 3 | Sunshine - Дата выпуска: 6 декабря 2016   | 1. 걸작품 2. 질투가 좋아 3. Walk with You (Interlude) 4. 말해줘요 5. 무엇을 해야 할까    |
| 4 | Moonlight - Дата выпуска: 10 июля 2017    | 1. 선물 (Подарок) муз. видео 2. 영화관에서 3. Moonlight 4. 먼지 5. 자장가 (Piano Ver.)   |

### Саундтреки
| Год  | Альбом                                 | Песня                                              |
| ---- | -------------------------------------- | -------------------------------------------------- |
| 2017 | Жёлтый OST                             | «Становится глубже» (짙어져) муз. видео            |
| 2017 | Эта жизнь – наша первая OST            | «Хочу любить» (사랑하고 싶게 돼)                   |
| 2017 | Парень и девушка прошлого века OST     | «В не такой далёкий день» (아주 멀지 않은 날에)    |
| 2018 | Корейская одиссея OST                  | «Я буду рядом с тобой» (네 옆에 있을게) муз. видео |
| 2018 | Проект двух Ю − Сахарный человек 2 OST | «You»                                              |

## Телесериалы
| Год  | Канал | Название                | Роль                         |
| ---- | ----- | ----------------------- | ---------------------------- |
| 2017 | tvN   | Эта жизнь – наша первая | Уличные музыканты (12 серия) |

## Награды и номинации
| Год  | Награда                 | Категория                       | Работа           | Результат |
| ---- | ----------------------- | ------------------------------- | ---------------- | --------- |
| 2017 | Melon Music Awards      | Лучший инди-исполнитель         | «Подарок» (선물) | Победа    |
| 2018 | Golden Disc Awards      | Цифровой Понсан                 | «Подарок» (선물) | Номинация |
| 2018 | Golden Disc Awards      | Награда за мировую популярность | н/д              | Номинация |
| 2018 | Seoul Music Awards      | Награда Понсан                  | н/д              | Номинация |
| 2018 | Seoul Music Awards      | Награда за популярность         | н/д              | Номинация |
| 2018 | Seoul Music Awards      | Специальная награда Халлю       | н/д              | Номинация |
| 2018 | Gaon Chart Music Awards | Инди-открытие года              | н/д              | Победа    |